# Aleksandr Gołowin (piłkarz)
Aleksandr Siergiejewicz Gołowin (ros. Александр Сергеевич Головин; ur. 30 maja 1996 w Kałtanie) – rosyjski piłkarz występujący na pozycji pomocnika we francuskim klubie AS Monaco FC oraz w reprezentacji Rosji.

## Życiorys
Gołowin pochodzi z robotniczej rodziny z miasta Kałtan w Obwodzie kemerowskim. Gdy Aleksandr miał 6 lat, jego ojciec Siergiej zapisał go do miejscowej szkoły sportowej (ros. ДЮСШ). Tam Sasza trenował piłką nożną, a także grał w tenisa i w szachy. Ukończył szkołę średnią, następnie dołączył do drużyny juniorów Kuzbassu Nowokuźnieck. Gdy drużyna ta pojechała na turniej odbywający się w Krymsku, Gołowin został zauważony przez skautów CSKA Moskwa.

### Kariera piłkarska
Od 2012 w CSKA Moskwa. Od 2014 w składzie pierwszej drużyny CSKA. 14 marca 2015 zadebiutował w Priemjer-Lidze w wygranym 4–0 domowym meczu z Mordowiją Sarańsk. W 72. minucie tego meczu zmienił Bibrasa Natcho. W sezonie 2014/15 wywalczył z CSKA wicemistrzostwo Rosji, a w sezonie 2015/2016 został mistrzem kraju.
W letnim oknie transferowym w 2017 Arsenal oferował CSKA 8 mln £ za transfer Gołowina, jednak moskiewski klub odrzucił tę propozycję.
Gołowin został uznany w głosowaniu kibiców najlepszym zawodnikiem CSKA w sezonie 2017/18. Według danych Yandexu jego był jednym z najczęściej wyszukiwanych przez rosyjskich fanów piłkarzy w Internecie.
Latem 2018 przeszedł do AS Monaco i podpisał 5-letni kontrakt. Klub z Ligue 1, którego wiceprezesem był wówczas Rosjanin Wadim Wasiljew, zapłacił za ten transfer 30 milionów €. Zainteresowany pozyskaniem zawodnika był w tym czasie też Everton.

#### Reprezentacja
Gołowin występował w juniorskich i młodzieżowych Sbornych, w 2013 roku wygrał Mistrzostwa Europy U-17. Wystąpił również na Mistrzostwach Świata U-17.
W reprezentacji Rosji zadebiutował 7 czerwca 2015 roku w wygranym 4–2 towarzyskim meczu z Białorusią, rozegranym w Chimkach. W 61. minucie tego meczu zmienił Romana Szyrokowa, a w 77. minucie strzelił swojego debiutanckiego gola w kadrze narodowej.

### Statystyki meczów i goli
| Sezon   | Klub        | Kraj    | Rozgrywki     | Mecze | Bramki |
| ------- | ----------- | ------- | ------------- | ----- | ------ |
| 2014/15 | CSKA Moskwa | Rosja   | Priemjer-Liga | 7     | 0      |
| 2015/16 | CSKA Moskwa | Rosja   | Priemjer-Liga | 17    | 1      |
| 2016/17 | CSKA Moskwa | Rosja   | Priemjer-Liga | 30    | 3      |
| 2017/18 | CSKA Moskwa | Rosja   | Priemjer-Liga | 27    | 5      |
| 2018/19 | AS Monaco   | Francja | Ligue 1       | 30    | 3      |
| 2019/20 | AS Monaco   | Francja | Ligue 1       | 25    | 4      |
| 2020/21 | AS Monaco   | Francja | Ligue 1       | 14    | 4      |